# Thaumasia argentinensis
Thaumasia argentinensis är en spindelart som beskrevs av Cândido Firmino de Mello-Leitão 1941. 
Thaumasia argentinensis ingår i släktet Thaumasia och familjen vårdnätsspindlar. Inga underarter finns listade i Catalogue of Life.